# Tuncsik József
Tuncsik József (Debrecen, 1949. szeptember 23. –) olimpiai bronzérmes magyar cselgáncsozó, edző. Ő a magyar judosport történetének első Európa-bajnoka, illetve olimpiai érmese.

## Pályafutása
1976-ban a kijevi Európa-bajnokságon 63 kg-os kategóriában Európa-bajnok lett, majd a 
montréali olimpián ugyanebben a kategóriában bronzérmes.
Az 1978-as helsinki kontinensviadalon 65 kg-os kategóriában szerzett bronzérmet. Visszavonulása után Budaörsön, Törökbálinton, Diósdon, Pakson és Százhalombattán alapított szakosztályt. Ezek mellett a törökbálinti Zöld Sziget Állatmenhely alapítója.